# Nakedself
NakedSelf è un album in studio del gruppo musicale inglese The The, pubblicato nel 2000.

## Tracce
1. Boiling Point - 5:48
2. Shrunken Man - 4:55
3. The Whisperers - 3:20
4. Soul Catcher - 3:15
5. Global Eyes - 4:10
6. December Sunlight - 3:18
7. Swine Fever - 3:39
8. Diesel Breeze - 2:52
9. Weather Belle - 3:47
10. Voidy Numbness - 4:04
11. Phantom Walls - 4:17
12. Salt Water - 2:13